# 엘부르즈쥐닮은햄스터
엘부르즈쥐닮은햄스터 또는 굿윈쥐닮은햄스터(Calomyscus elburzensis)는 칼로미스쿠스과에 속하는 설치류의 일종이다. 이란 북동부와 북부 지역, 아프가니스탄 서부 지역 그리고 투르크메니스탄 남부 지역에서 발견되며, 산악 지대의 바위 지역에서 서식한다.